# Louis Le Prince
Louis Aimé Augustin Le Prince (28. srpna 1841 Mety – zmizel 16. září 1890 Dijon) byl francouzský průkopník filmu a umělec, vynálezce rané filmové kamery a pravděpodobně první, kdo zaznamenal filmovou sekvenci pomocí kamery s jedním objektivem a pásu (papírového) filmu. I když se někdy označuje za „otce kinematografie“, jeho práce komerční rozvoj kinematografie neovlivnila – alespoň zčásti kvůli velkému utajení, které ji obklopovalo.
Le Prince byl Francouz, který pracoval také ve Velké Británii a ve Spojených státech. Jeho experimenty s filmem vyvrcholily v roce 1888 v anglickém Leedsu. V říjnu toho roku natočil scénku se členy rodiny zvanou Roundhay Garden a svého syna hrajícího na akordeon. Použil kameru s jednou čočkou a Eastmanův papírový negativ. Někdy během následujících osmnácti měsíců také natočil film Leeds Bridge. Jeho práce zřejmě o něco předběhla vynálezy dalších průkopníků pohyblivých obrazů, jako byli Britové William Friese-Greene a Wordsworth Donisthorpe, a byla roky před Auguste a Louisem Lumièrem a Williamem Kennedym Dicksonem (který vytvořil. pohyblivý obraz pro Thomase Edisona).
Le Prince nikdy nebyl schopen provést plánovanou veřejnou demonstraci v USA, protože záhadně zmizel. Naposledy byl spatřen, jak 16. září 1890 nastupuje do vlaku. Důvod jeho zmizení není znám a jeho rodina a příznivci vymysleli řadu konspiračních teorií. Přesto nejpravděpodobnějším vysvětlením zůstává, že spáchal sebevraždu z důvodu dluhů a neúspěchu jeho experimentů. V roce 2004 byla ve francouzském policejním archivu nalezena fotografie utopeného muže velmi podobného Le Princeovi; mrtvola byla nalezena v Paříži v Seině brzy po Le Princově zmizení.